# Pilosocereus aureispinus
Pilosocereus aureispinus ist eine Pflanzenart in der Gattung Pilosocereus aus der Familie der Kakteengewächse (Cactaceae). Das Artepitheton  aureispinus  bedeutet ‚goldgelbstachelig‘.

## Beschreibung
Pilosocereus aureispinus wächst strauchig, verzweigt nur an der Basis und erreicht Wuchshöhen von bis zu 2 Metern. Die glatten, aufrecht, dunkelgrünen Triebe sind schwach verholzt und haben Durchmesser von 5 bis 9 Zentimetern. Es sind 20 bis 24 Rippen vorhanden. Die durchscheinenden, manchmal borstenartigen Dornen sind gold- bis rostfarben. Die 8 bis 16 aufsteigenden Mitteldornen sind 0,4 bis 1,2 Zentimeter lang. Die 14 bis 16 ausgebreiteten Randdornen sind 4 bis 12 Millimeter lang. Ein blühfähiger Teil der Triebe ist kaum ausgeprägt. Die blühfähigen Areolen befinden sich seitlich verstreut an den Trieben oder bilden Ringe. Aus ihnen entspringen weiße Haare und goldfarbene, bis zu 5 Zentimeter lange Borsten.
Die weißen, schmal röhren- bis  trichterförmigen Blüten sind an der Außenseite dunkel. Sie sind bis zu 5 Zentimeter lang und weisen Durchmesser von 2 bis 2,2 Zentimetern auf. Die kugelförmigen  bis niedergedrückt kugelförmigen Früchte erreichen Durchmesser von 2 bis 2,6 Zentimetern, reißen seitlich auf und enthalten ein weißes Fruchtfleisch.

## Verbreitung, Systematik und Gefährdung
Pilosocereus aureispinus ist im brasilianischen Bundesstaat Bahia in Höhenlagen von 450 bis 550 Metern verbreitet.
Die Erstbeschreibung als Coleocephalocereus aureispinus wurde 1974 von Albert Frederik Hendrik Buining und Arnold J. Brederoo (1917–1999) veröffentlicht. Friedrich Ritter stellte sie 1979 in die Gattung Pilosocereus.
In der Roten Liste gefährdeter Arten der IUCN von 2002 wurde die Art als „Data Deficient (DD)“, d. h. mit keinen ausreichenden Daten geführt. Im Jahr 2013 wird die Art als „Vulnerable (VU)“, d. h. als gefährdet eingestuft.

## Nachweise